# Короєнь (комуна)
Короєнь, Короєні (рум. Coroieni) — комуна у повіті Марамуреш в Румунії. До складу комуни входять такі села (дані про населення за 2002 рік):
- Баба (383 особи)
- Веленій-Лепушулуй (866 осіб)
- Дрегія (505 осіб)
- Дялу-Маре (135 осіб)
- Короєнь (438 осіб) — адміністративний центр комуни

Комуна розташована на відстані 373 км на північний захід від Бухареста, 35 км на південний схід від Бая-Маре, 67 км на північ від Клуж-Напоки.

## Населення
За даними перепису населення 2002 року у комуні проживали 2327 осіб.
Національний склад населення комуни:
| Національність | Кількість осіб | Відсоток |
| -------------- | -------------- | -------- |
| румуни         | 1986           | 85,3%    |
| цигани         | 334            | 14,4%    |
| угорці         | 7              | 0,3%     |

Рідною мовою назвали:
| Мова      | Кількість осіб | Відсоток |
| --------- | -------------- | -------- |
| румунська | 1980           | 85,1%    |
| циганська | 340            | 14,6%    |
| угорська  | 7              | 0,3%     |

Склад населення комуни за віросповіданням:
| Релігія        | Кількість осіб | Відсоток |
| -------------- | -------------- | -------- |
| православні    | 2197           | 94,4%    |
| п'ятдесятники  | 108            | 4,6%     |
| адвентисти     | 6              | 0,3%     |
| римо-католики  | 3              | 0,1%     |
| реформати      | 3              | 0,1%     |
| греко-католики | 3              | 0,1%     |
| атеїсти        | 1              | < 0,1%   |